# Roberts
För andra betydelser, se Roberts (olika betydelser).
Roberts är ett efternamn, som främst förekommer i den engelskspråkiga delen av världen. I Sverige var det 31 december 2012 följande antal personer med stavningsvarianterna
- Roberts 248
- Robertz 23
- Robberts 22

Tillsammans blir detta 293 personer.

## Personer med efternamnet Roberts eller varianter av detta namn

### A
- Abraham Roberts (1784–1873), brittisk general
- Adam Roberts (född 1965), brittisk författare
- Alasdair Roberts (född 1977), skotsk folkmusiker
- Albert H. Roberts (1868–1946), amerikansk guvernör, Tennessee, demokrat
- Angelika Roberts (född 1969), svensk skådespelare
- Ashley Roberts (född 1981), amerikansk dansare och sångerska

### B
- Barbara Roberts (född 1936), amerikansk guvernör, Oregon, demokrat
- Bartholomew Roberts (1682–1722), walesisk pirat, "Black Bart"
- Bill Roberts (friidrottare) (1912–2001), brittisk friidrottare
- Billy Roberts (1936–2017), amerikansk låtskrivare och musiker
- Brendan Roberts (född 1985), australisk roadracingförare
- Brian L. Roberts (född 1959), amerikansk företagsledare

### C
- Charles G.D. Roberts (1860–1943), kanadensisk författare
- Charles S. Roberts (1930–2010), amerikansk speldesigner och företagare
- Clifford Roberts (1894–1977), amerikansk golfentreprenör
- Connor Roberts (född 1995), walesisk fotbollsspelare
- Craig Roberts (född 1991), brittisk skådespelare

### D
- Danny Roberts (född 1987), engelsk MMA-utövare
- David Roberts (född 1949), walesisk fotbollsspelare
- David Roberts (stavhoppare) (född 1951), amerikansk friidrottare
- Doris Roberts (1925–2016), amerikansk skådespelerska

### E
- Edwin Roberts (friidrottare) (född 1941), friidrottare från Trinidad
- Emeline Roberts Jones (1836–1916), amerikansk tandläkaare
- Emma Roberts (född 1991),  amerikansk skådespelerska
- Eric Roberts (född 1956), amerikansk skådespelare
- Evan Roberts (1878–1951), walesisk väckelseledare

### F
- Fireball Roberts (1929–1964), amerikansk racerförare
- Floyd Roberts (1900–1939), amerikansk racerförare
- Frederick Roberts, 1:e earl Roberts (1832–1914), brittisk fältmarskalk

### G
- Gary Roberts (född 1966), kanadensisk ishockeyspelare
- Gil Roberts (född 1989), amerikansk löpare
- Gordon Roberts (1891–1966), kanadensisk ishockeyspelare

### H
- Harry Maurice Roberts (född 1936), brittisk brottsling
- Henry Roberts (1853–1929), amerikansk guvernör, Connecticut
- Howard Roberts (skulptör) (1843–1900), amerikansk bildhuggare

### I
- Isaac Roberts (1829–1904), brittisk astronom

### J
- Jamina Roberts (född 1990), svensk handbollsspelare
- Jason Roberts (född 1978), grenadinsk-brittisk fotbollsspelare
- Jimmy Roberts (1940–2015), kanadensisk ishockeyspelare och tränare
- Joe Roberts (född 1997), amerikansk motorcykelförare
- John Roberts (född 1955), amerikansk chefsdomare i Högsta domstolen
- John Roberts (skådespelare) (född 1979), amerikansk komiker och skådespelare
- Johannes Roberts  (född 1976), brittisk regissör, producent och manusförfattare
- Jonathan Roberts (1771–1854), amerikansk senator, demokrat från Pennsylvania
- Joseph Jenkins Roberts (1809–1876), liberiansk politiker
- Julia Roberts (född 1967), amerikansk skådespelare och filmproducent
- Julie Roberts (född 1979), amerikansk countryartist

### K
- Kane Roberts, amerikansk hårdrocks- och heavy metalgitarrist
- Kenneth Roberts (1885–1957), amerikansk författare och journalist
- Kenny Roberts (född 1951), amerikansk motorcyklist
- Kenny Roberts Jr. (född 1973), amerikansk roadracingförare

### L
- Leonard Roberts (född 1972), amerikansk skådespelare
- Lisa Roberts Gillan (född 1965), amerikansk skådespelare
- Luke Roberts (född 1977), amerikansk tävlingscyklist

### M
- Mark Roberts (född 1964), brittisk streakare
- Mark Roberts (skådespelare) (1921–2006), amerikansk skådespelare
- Matt Roberts (född 1978), amerikansk musiker
- Michael Roberts (1908–1997), brittisk historiker, professor
- Monty Roberts (född 1935), amerikansk hästtränare

### N
- Nicola Roberts (född 1985), brittisk sångerska
- Nora Roberts (född 1950), amerikansk populärförfattare

### O
- Oral Roberts (1918–2009), amerikansk tv-predikant
- Oran M. Roberts (1815–1898), amerikansk politiker, guvernör i Texas, demokrat

### P
- Pat Roberts (född 1936), amerikansk politiker, senator från Kansas, republikan
- Patricia Roberts (född 1955), amerikansk basketspelare
- Patrick Roberts (född 1997), engelsk fotbollsspelare
- Paul Roberts (född 1959), engelsk sångare
- Paul Craig Roberts (född 1939), amerikansk ekonom, författare, kolumnist
- Pernell Roberts (1928–2010), amerikansk skådespelare

### R
- Rachel Roberts, flera personer
  - Rachel Roberts (fotomodell) (född 1978), kanadensisk fotomodell och skådespelare
  - Rachel Roberts (skådespelare) (1927–1980), brittisk skådespelare
- Rhydian Roberts (född 1983), walesisk sångare
- Richard Roberts (1789–1864), amerikansk ingenjör och uppfinnare
- Richard J. Roberts (född 1943), brittisk biokemist, nobelpristagare
- Robert Roberts (butler) (1780–1860), afroamerikansk författare
- Roosevelt Roberts (född 1994), amerikansk MMA-utövare

### S
- Samantha Roberts (född 2000), australisk ochbarbudansk simmare
- Susan Roberts (född 1939), sydafrikansk simmare

### T
- Tanya Roberts (1949–2021), amerikansk skådespelare
- Tawny Roberts (född 1979), amerikansk pornografisk filmskådespelare
- Theodore Roberts (1861–1928), amerikansk skådespelare
- Tiffany Roberts (född 1977), amerikansk fotbollsspelare
- Tom Roberts (1856–1931), brittisk-australsk målare
- Tony Roberts (1939–2025), amerikansk skådespelare
- Tyler Roberts (född 1999), walesisk fotbollsspelare

### W
- William Roberts (konstnär) (1895–1980), engelsk målare